# 柳生久隆
柳生 久隆（やぎゅう ひさたか）は、江戸時代中期の旗本。官位は従五位下・主水正。

## 略歴
柳生久寿の長男として誕生。
寛保元年（1741年）、8代将軍徳川吉宗に拝謁し、寛延2年（1748年）に西城書院番となる。
宝暦7年（1757年）没す。享年34。家督は長男の久通が継いだ。 

## 系譜
- 父：柳生久寿（1696-1781）
- 母：不詳
- 室：不詳
  - 長男：柳生久通（1745-1828）
  - 次男：小栗信安
  - 三男：森川俊親